# Angielski model nadzoru korporacyjnego
Angielski model nadzoru korporacyjnego – ukształtował się w podobnym okresie jak model amerykański. W wielu publikacjach oba modele uznaje się za tożsame, istnieje jednak kilka cech modelu angielskiego, które odróżniają go od rozwiązań stosowanych w USA.

## Podstawowe cechy
- W odróżnieniu od modelu amerykańskiego, obowiązek lojalności dyrektorów wobec akcjonariuszy, został zastąpiony obowiązkiem lojalności wobec spółki jako osoby prawnej.

- Brak podziału na dyrektorów zarządzających i niezarządzających.

- Brak mechanizmów kontroli zewnętrznej (w rozumieniu agencji państwowych) – nadzór oparty na samoregulacji.

- Rozdzielenie stanowiska prezesa korporacji i dyrektora generalnego rady.

Od lat 90. XX wieku w Wielkiej Brytanii podjęto próby ustanowienia dodatkowych mechanizmów kontroli, nie poparto ich jednak aktami prawnymi. Powstał „Kodeks dobrych praktyk”, którego przyjęcie jest obecnie warunkiem dopuszczenia spółki do obrotu giełdowego w Londynie. Utworzona w 1999 r. „Komisja Kontroli Wewnętrznej”, kontroluje i ustala standardy dla raportowania sytuacji finansowej koncernu, w celu ochrony interesów akcjonariuszy.